# Киргизька мова
Кирги́зька мо́ва (кирг. кыргыз тили, кыргызча; kyrgyz tili, kyrgyzça) — мова киргизів, одна з тюркських мов. Є державною мовою Киргизстану. Розповсюджена у Киргизстані та, частково, в Китаї (Сіньцзян-Уйгурський автономний район), Афганістані, Туреччині, Пакистані (Читрал), Росії, Таджикистані та Казахстані. Загальна кількість мовців — близько 7 мільйонів. Має декілька груп діалектів.
Фонетичні особливості киргизької мови: розрізнення голосних за часокількістю (довгі та короткі), послідовний сингармонізм, на початку слова характерна дзвінка африката ж/дж, яка відповідає й/ж/дь в інших тюркських мовах.
Морфологія типова для тюркських мов. Вказівні займенники мають, як правило, дві форми — з кінцевим -л та без нього: бул/бу «цей». Заперечувальний аспект дієслова виражається за допомогою афікса -ба-, але в деяких випадках може застосовуватися заперечне слово эмес.
Лексика літературної мови має значну кількість запозичень з арабської, фарсі та російської мови.
У 1924 році розроблено киргизьку писемність на основі арабської графіки, після 1926 року — на основі латинки, а з 1940 року до нашого часу вживається кирилиця в Киргизстані та змінена арабська абетка в Китаї.

## Місце киргизької мови серед тюркських мов
Киргизька мова має багато спільного з гірно-алтайськими мовами, можливо, будучи за походженням східнотюркською мовою; але в сучасному стані вона все-таки ближча до кипчацьких мов, утворюючи серед них окрему киргизо-кипчацьку підгрупу.

## Поява письмових джерел киргизькою мовою
Письмові джерела середньоазійських монгольських керманичів відомі, починаючи з XV століття. Їхньою мовою була чагатайська (давньоузбецька), заразом в усному спілкуванні використовували місцеві діалекти, частина яких пізніше утворила киргизьку мову. Від цього періоду залишилися численні фольклорні тексти, обробка яких далека від завершення.
Хоча киргизька мова генетично є частиною тієї ж гілки, що й алтайські, й інші мови на північний схід від Киргизстану, завдяки конвергенції з казахською в недавні часи, коли нова мова стала частково подібною до казахської, іноді вважають, що обидві мови є частиною ногайської групи кипчакської частини тюркських мов. Проте, попри казахський вплив, киргизька залишається набагато ближчою до алтайських мов, ніж до казахської.
Нова киргизька мова не мала унормованої писемної форми до 1923, в якому введено арабську абетку. Далі була заміна на латинську абетку, під проводом Касим Тинистанова у 1928, і на кирилицю у 1940. За роки незалежності обговорювалась наступна зміну абетки, але безрезультатно, можливо, тому що киргизька кирилиця відносно проста й добре відповідає мові.
Важливою різницею між киргизькою та казахською є те, що киргизька є майже універсальною, тоді як казахська лінгвістичної національної ідентичності не має. На початку 1990-х, Аскар Акаєв проводив агресивну політику представлення киргизької як державної мови, змусивши європейське населення, що залишилося, використовувати киргизьку в громадських ситуаціях. Суспільний тиск, щоб придушити цю зміну, був досить сильний, відтак російська частина штату Президента Акаєва влаштувала в 1992 суспільний скандал, загрожуючи піти у відставку, щоб драматизувати тиск «киргизофікації» не тубільного населення. 1992 року закони закликали перевести всі громадські справи цілком на киргизьку мову до 1997 року. Але в березні 1996, парламент Киргизстану ухвалив рішення, що робить російську мову офіційною мовою на рівні з киргизькою як державною. Істотний тиск з Росії був вагомим чинником у цій зміні, яка була частиною загального оновлення дружніх взаємин з Росією.

## День киргизької мови
Щорічно 23 вересня у Киргизстані відзначається День державної мови. В цей день у 1989 році Верховною радою Киргизької РСР було прийнято закон «Про державну мову Киргизької РСР», який закріпив статус державної мови за киргизькою мовою. Згідно з цим законом, киргизька мова визнавалася державною, однак за кожним громадянином закріплювалося право вільного вибору мови спілкування. Також закон гарантував надання можливостей для вільного розвитку мов інших національностей, які проживають у республіці. Цей закон втратив силу 2 квітня 2004 після прийняття нового закону про державну мову. Прийняття закону «Про державну мову Киргизької РСР» сприяло подальшому розвитку киргизької мови та підвищення її престижу як державної мови, зробило внесок у підняття національної самосвідомості киргизького народу.

## Приклад
«Заповіт» Т. Г. Шевченка киргизькою мовою (переклав Толен Шамшиєв):
| ОСУЯТ Мен өлгөндө бул денемди, Көрүнө жерге койгула? Украина, сен жамсың Кенен мекен койнуна. Талаа бети көркөмдүгү Көңүл дайым бурулсун. Днепрдин толкундары: Шуулдай, дайым угулсун. Душмандардын кочкул каны: Украина төрүнөн, Көк деңизге агып кетсе, Бир кудайга жүгүнөм. Талаа, тоонун бүт жагынан, Агып кетип, түгөнсүн. Мына ушул болмоюнча, Мен кудайды сүйбөсмүн. Мени көөмп, тең тургула, Чынжырларды үзгүлө! Душмандарды бүт жоготуп, Эркиндикти түзгүлө! Эркин, улуу үй бүлөдө, Жаңы түшкөн из менен, Мени унутпай, эстегиле, Жылуу жумшак сөз менен! |